# Souhlásková mutace
Souhlásková mutace nebo jen mutace je jev, při kterém se souhláska ve slově mění v závislosti na morfologii nebo syntaxi.
Souhláskové mutace se nachází v mnoha světových jazycích. Nejjasnějším příkladem je mutace první souhlásky v keltských jazycích. Mutaci první souhlásky lze najít také v japonštině, indonéštině, malajštině, v jižní paiitštině (indiánský jazyk) a některých západoafrických jazycích jako fula. V určitých uralských jazycích, například finštině nebo estonštině, je známa mutace vnitřních souhlásek, která se nazývá souhláskové stupňování. Mutace prvních, vnitřních i koncových souhlásek se vyskytuje v moderní hebrejštině. Keňský jazyk Dhuluo mutuje poslední souhlásku v kmeni slova.

## Keltské jazyky
Všechny keltské jazyky mutují úvodní souhlásku. Počet mutací se liší podle jazyka – skotská gaelština a manština má jednu, irština dvě a britanské jazyky jako velština, bretonština a kornština mají tři. Způsoby mutace se u každého jazyka liší, přesto je možné zevšeobecnit některá pravidla. Ve všech keltských jazycích mutuje počáteční souhláska slov ženského rodu v jednotném čísle po určitém členu a přídavná jména mutují, následují-li po slovech ženského rodu.
Ukázka mutací v irštině, velštině a bretonštině:
| Bretonština    | Irština       | Velština     | Význam        |
| -------------- | ------------- | ------------ | ------------- |
| maouez         | bean          | gwraig       | žena          |
| bras           | mór           | mawr         | velký         |
| ar vaouez vras | an bhean mhór | y wraig fawr | ta velká žena |
| kazh           | cat           | cath         | kočka         |
| e gazh         | a chat        | ei gath      | jeho kočka    |
| he c'hazh      | a cat         | ei chath     | její kočka    |
| o c'hazh       | a gcat        | eu cath      | jejich kočka  |